# Метрика (математика)
У математици, метрика или функција раздаљине је функција која дефинише удаљеност између елемената неког скупа. Скуп са метриком се назива метрички простор. Метрика индукује топологију на скупу, али нису све топологије генерисане метрикама.
У диференцијалној геометрији, реч метрика се такође користи за структуру дефинисану само на векторском простору, за коју је правилнији израз метрички тензор (или Риманова или псеудо-Риманова метрика).

## Дефиниција
Метрика на скупу X је функција (функција раздаљине или просто раздаљина)
(где је R скуп реалних бројева). За свако x, y, z из X, оваква функција мора да задовољава следеће услове:
1. (ненегативност)
2. ако и само ако
3. (симетрија)
4. (субадитивност / неједнакост троугла).

За скупове на којима је дефинисано сабирање + :  × ,
функцију d називамо транслационо инваријантном метриком ако
за свако x, y и a из X.
Ако се други услов изостави, функција се назива псеудометричком. Ако се изоставе други и трећи услов, добија се хемиметрика.
Ако се изостави само трећи услов, тада је функција квазиметричка.
Ако се изоставе сви услови осим првог (ако остане само услов позитивности, и да је d(x,x)=0), тада је функција праметричка.
Ако се изостави само четврти услов (неједнакост троугла), тада је функција семиметричка. Семиметрика је посебан случај праметрике.
Ако се неједнакост троугла ојача у услов
метрика се назива ултраметрика.

## Примери
- Дискретна метрика: ако x = y онда d(x,y) = 0. Иначе, d(x,y) = 1.
- Еуклидска метрика је инваријантна у односу на транслацију и ротацију.
- Менхетн метрика је инваријантна у односу на транслацију.
- Општије узев, свака метрика индукована нормом (види испод) је инваријантна у односу на транслацију.
- Ако је  низ семинорми које дефинишу (локално конвексан) тополошки векторски простор E, онда

{\displaystyle d(x,y)=\sum _{n=1}^{\infty }{\frac {1}{2^{n}}}{\frac {p_{n}(x-y)}{1+p_{n}(x-y)}}}
је метрика која дефинише исту топологију. ({\displaystyle {\frac {1}{2^{n}}}} се може заменити сваким сумабилним низом {\displaystyle (a_{n})} строго позитивних бројева.)

## Еквиваленција метрика
За дати скуп X, за две метрике  и  се каже да су тополошки еквивалентне (униформно еквивалентне) ако је пресликавање
хомеоморфизам (униформни изоморфизам).
На пример, ако је {\displaystyle d} метрика, онда су {\displaystyle \min(d,1)} и {\displaystyle {d \over 1+d}} метрике еквивалентне метрици {\displaystyle d.}

## Однос норми и метрика
Ако је дат нормирани векторски простор  можемо да дефинишемо метрику на X као
За метрику d се каже да је индукована нормом ||.||.
Обратно, ако метрика d на векторском простору X задовољава својства
- (транслациона инваријантност)

онд аможемо да дефинишемо норму на X као